# تصادفات رانندگی در ایران
متاسّفانه میزان تصادفات رانندگی در ایران بسیار زیاد است. ایران جزو چند کشوری است که بیشترین آمار تصادفات و در پی آن بیشترین  آسیب های جسمی و روانی ناشی از آن را در میان حدود ۱۹۰ کشور دنیا دارند. 

## آمار
بر اساس اعلام پژوهشکده بیمه()، وابسته به بیمه مرکزی ایران، ایران رتبه ۱۸۸ جدول (۱۸۹ از میان ۱۹۰ کشور دنیا) در تصادفات رانندگی ناایمن داشته‌است. آخرین رتبه متعلق به کشور سیرالئون در غرب آفریقاست که در جایگاه ۱۹۰ قرار دارد.
میزان تلفات سوانح رانندگی در ایران ۲۵ برابر ژاپن، دو برابر ترکیه و تا صد برابر بیش‌تر از برخی کشورهای دنیا است. با این که در انگلستان سه برابر بیشتر از ایران خودرو وجود دارد، تعداد تصادفات ۳۲ برابر کمتر از ایران است؛ یعنی می‌توان گفت به نسبت خودروهای موجود در ایران، حدود ۱۰۰ برابر بیش‌تر از انگلستان تصادفات رانندگی رخ می‌دهد.
براساس برخی آمارها سالانه حدود ۸۰۰ هزار تصادف رانندگی در ایران رخ می‌دهد و روزانه ۴۰ نفر کشته می‌شوند. یعنی مرگ یک نفر در هر ۳۶ دقیقه. در واقع حوادث رانندگی در ایران پس از آلودگی هوا بیشترین قربانی را دارد. ایران یکی از بیشترین تلفات جاده‌ای در جهان را داراست که از مهم‌ترین دلایل آن می‌توان به عوامل انسانی از جمله سرعت زیاد، بی‌احتیاطی رانندگان و بی‌توجهی به مقررات راهنمایی و رانندگی (فرهنگ رانندگی) و عوامل فنی و محیطی از جمله خودروهای فرسوده، پایین بودن سطح ایمنی خودروها، کاستی‌ها در کنترل کیفی خودروهای موجود و کیفیت پایین وغیر استاندارد بودن جاده‌ها اشاره کرد.
بر اساس آمار و بررسی میزان عوامل تأثیرگذار در تصادف‌های ایران در سال ۹۳، ۵۲٪ انسان، ۳۰٪ مشکلات جاده‌ای و ۱۳٪ نقص فنی خودروها در تصادفات رانندگی نقش داشتند. بر اساس گزارش اداره راهور پلیس راهنمایی و رانندگی در سال ۹۳ نزدیک به ۱۵۶ هزار تصادف در جاده‌های کشور ثبت شده که ۵۴ هزار مورد تصادف که نزدیک به یک سوم کل تصادفات را تشکیل می‌دهد مربوط به عوامل ناشی از مشکلات مربوط به جاده‌ها و حدود ۸۱ هزار تصادف که نزدیک به نیمی از کل تصادفات جاده‌ای سال ۹۳ را شامل می‌شود ناشی از اشتباهات انسانی بود.
بر اساس اعلام وزیر راه و شهرسازی وقت، بیش از ۴۰ درصد از جاده‌های ایران در وضعیت نامناسبی قرار داشته‌است چرا که طی دهه ۱۳۸۴–۱۳۹۴ سرمایه‌گذاری بسیار کمی در بخش نگهداری جاده‌های ایران انجام شده‌است. به گزارش مهر، برای تکمیل شبکه راه‌های کشور حدود ۲۰ هزار کیلومتر راه مورد نیاز است.
در ۷ ماهه اول سال ۹۲ روزانه حدود ۵۴ نفر در ایران بر اثر حوادث جاده‌ای جان خود را از دست دادند. طبق اعلام سازمان پزشکی قانونی در ۷ ماهه اول ۹۲ در حدود ۱۱ هزار نفر بر اثر حوادث جاده‌ای فوت و ۲۰۴ هزار و ۷۴۱ نفر مصدوم شدند.
سازمان یونیسف در سال ۱۳۹۳ در همکاری مشترک با وزارت بهداشت و درمان ایران، در گزارش خود نرخ سوانح رانندگی در ایران را ۲۰ برابر میانگین جهانی اعلام کرد و نوشت هر ساله در ایران حدود ۲۸ هزار نفر قربانی تصادفات جاده‌ای شده و ۳۰۰ هزار تن نیز دچار مصدومیت یا معلولیت می‌شوند. بر اساس این گزارش نرخ سوانح رانندگی در ایران ۲۰ برابر میانگین جهانی است و هر ساله در ایران حدود ۲۸ هزار نفر قربانی تصادفات جاده‌ای شده و ۳۰۰ هزار تن نیز دچار مصدومیت یا معلولیت می‌شوند.
اسماعیل احمدی‌مقدم، فرمانده وقت نیروی انتظامی در سال ۹۳ گفته بود که آمار سالانه کشته‌شدگان حوادث رانندگی در ایران برابر با میانگین سالانه کشته‌شدگان جنگ ایران و عراق است.
بر اساس امار مرکز پژوهش بیمه تعداد ۲۰۰۴۵ نفر در سال ۱۴۰۲ در تصادفات جاده ای جان خود را از دست دادن.
این آمار با کاهش ۳درصدی در سال ۱۴۰۳ به رقم ۱۹۴۳۵ نفر رسیده است

## تأثیر اقتصادی
مرکز پژوهش‌های مجلس در آخرین گزارش خود تا تیر ۱۳۹۴ از تصادف‌های جاده‌ای، هزینه‌های اقتصادی و اجتماعی تصادفات رانندگی را حدود ۸ درصد تولید ناخالص داخلی برآورد کرد. هزینه مورد نظر در سال ۱۳۹۰ در حدود ۵۱ هزار و ۹۱۰ میلیارد تومان است. خبرگزاری مهر در تیر ۱۳۹۴ اعلام کرد طبق آمارها روزانه ۳۲ میلیارد تومان ضرر اقتصادی ناشی از تصادفات است و با محاسبه هزینه درمانی سالانه ۱۱ هزار میلیارد ریالی افرادی که بر اثر تصادف مصدوم شده‌اند و هزینه ۱۸۰ میلیون تومانی هر فرد کشته شده در تصادفات و هزینه ۲۸۰ میلیون تومانی هر معلول بر اثر تصادف‌های جاده‌ای، و برآورد مرکز پژوهش‌های مجلس، تخمین هزینه حوادث رانندگی در سال ۱۳۹۰ نزدیک به ۵۱ هزار و ۹۱۰ میلیارد تومان می‌شود.
به گزارش یونیسف در سال ۱۳۹۳ در همکاری مشترک با وزارت بهداشت و درمان ایران، تلفات رانندگی سالانه شش میلیارد دلار هزینه بر اقتصاد ایران تحمیل می‌کند.

## عوامل برای کاهش تلفات جاده ای
برای کاهش تلفات جاده ای، علاوه بر سه عامل اساسی «خودرو»، «جاده» و «رانندگان»، بایستی این موارد زیر هم در ایمنی جاده ای لحاظ گردند و به صورت اساسی ارتقای کارا بیابند:
۱- سیستم امداد و اورژانس جاده ای
۲- مدیریت هوشمند ترافیکی خصوصا در ایام مناسبتها
۳- تفکیک مسیرهای ترانزیت بار از سفرهای مردم
۴- برخورد با پدیده های فرصت طلبانه شوتی و نظایر آن
۵- سیستم روزآمد حمل و نقل عمومیِ جاده ای در روستا، شهرستان و استان ها
۶- نظارت فناورانه و پشتیبانی فناورانه از راننده و رانندگی
۷- ساماندهی روزآمد ایستگاه های بین راهی (رفاهی، استراحتگاه، پارکینگ، تعمیرگاه، پمپ بنزین، پلیس، تجاری، مناطق شهری-روستایی-مسکونی و ...)
۸- دیگر موارد

## عوامل تصادفات ایرانی
به گزارش راهور، ۵۲ درصد از مرگ و میرها در تصادف‌های رانندگی مربوط به سرنشینان پژو و پراید هستند.
بر اساس آمار و بررسی میزان عوامل تأثیرگذار در تصادف‌های ایران در سال ۹۳، ۵۲٪ انسان، ۳۰٪ مشکلات جاده‌ای و ۱۳٪ نقص فنی خودروها در تصادفات رانندگی نقش داشتند. بر اساس گزارش اداره راهور پلیس راهنمایی و رانندگی در سال ۹۳ نزدیک به ۱۵۶ هزار تصادف در جاده‌های کشور ثبت شده که ۵۴ هزار مورد تصادف که نزدیک به یک سوم کل تصادفات را تشکیل می‌دهد مربوط به عوامل ناشی از مشکلات مربوط به جاده‌ها و حدود ۸۱ هزار تصادف که نزدیک به نیمی از کل تصادفات جاده‌ای سال ۹۳ را شامل می‌شود ناشی از اشتباهات انسانی بود. از مهم‌ترین دلایل آن می‌توان به عوامل انسانی از جمله سرعت زیاد، بی‌احتیاطی رانندگان و بی‌توجهی به مقررات راهنمایی و رانندگی (فرهنگ رانندگی) و عوامل فنی و محیطی از جمله خودروهای فرسوده، پایین بودن سطح ایمنی خودروها، کاستی‌ها در کنترل کیفی خودروهای موجود و کیفیت پایین وغیر استاندارد بودن جاده‌ها اشاره کرد.
می‌توان به هشت علت اصلی تصادفات در ایران اشاره داشت:
- علت‌های انسانی: خواب‌آلودگی رانندگان، سبقت‌گیری غیرمجاز، افزایش غیرمجاز سرعت، رانندگی دراز در شب، انجام ندادن معاینات فنی بر بروی وسیله نقلی، بی‌توجهی به قوانین و…

بر اساس گزارش اداره راهور پلیس راهنمایی و رانندگی در سال ۹۳ حدود ۸۱ هزار تصادف که نزدیک به نیمی از کل تصادفات جاده‌ای سال ۹۳ را شامل می‌شود ناشی از اشتباهات انسانی بود.
- علت اقتصادی: به دلیل ارزان بودن پراید و پژو و بحران اقتصادی در ایران، مردم ایران بیشتر مالکان این دو خودرو هستند، از اینرو مردم ایران از داشتن ماشین‌های با کیفیت‌تر و امن‌تر محروم می‌مانند. بحران اقتصادی موجب این می‌شود که به جای سفر با مترو یا هواپیما یا اتوبوس مسافربری، با پراید سفر شود، حال آنکه پراید اصلاً برای مسافرت‌های برون‌شهری توصیه نمی‌شودـ
- نبود ایربگ: نداشتن ایربگ یا کیسه هوا در ماشین‌های ایرانی، موجب ضربه سر به شیشه جلویی ماشین و در نتیجه ضربه مغزی می‌شود که موجب افزایش مرگ‌ومیر می‌شود.
- نبود امکانات پزشکی: برخی از مصدومین تصادفی در درمانگاه‌ها به علت نداری امکانات پزشکی، جان خود را از دست می‌دهند.
- کمبود فوریت‌های اضطراری: در ایران می‌توان گفت که آتش‌نشانان همیشه پس از سوختن انسان‌ها به محل حادثه رجوع می‌کنند. همچنین در میان اکثر جاده‌های ایران، آتش‌نشانی و اورژانسی وجود ندارد بلکه مراکز چنین فوریت‌هایی در شهرها هستند. همچنین می‌توان گفت که تقریباً تمامی مناطق ایران از آتش‌نشانی هوایی و اورژانس هوایی که می‌توانند بسیار سریع‌تر رجوع کنند، محروم هستند.
- استاندارد نبودن جاده‌ها: بر اساس داده‌های به‌روز سال ۱۴۰۴، ایران در رتبه ۷۷ از میان ۱۴۴ کشور از نظر کیفیت جاده‌ها قرار گرفته است.[۱۷] برخی از جاده‌های بین‌راهی ایران چنان کسل‌کننده و مخروب هستند. همچنین جاده‌های پیچ‌درپیچ و شیب‌دار ایران موجب تصادف می‌شود. همچنین اکثر جاده‌های ایرانی دوبانده هستند و کوچکترین انحراف موجب برخورد خواهند شد.

بر اساس گزارش اداره راهور پلیس راهنمایی و رانندگی در سال ۹۳ نزدیک به یک سوم کل تصادفات ایران مربوط به عوامل ناشی از مشکلات مربوط به جاده‌ها بود. وضعیت هندسی جاده‌ها یکی از اصلی‌ترین عوامل تصادفات جاده‌ای است و رسیدگی به این موضوع خارج از کنترل پلیس و در حوزه اختیارات و فعالیت‌های وزارت راه است. معاون عملیات ترافیک پلیس راهور ناجا معتقد است ابزار لازم در ایمنی راه و وسیله نقلیه باید بیش‌تر مورد استفاده قرار بگیرد و در راستای پوشش خطای انسانی باشد. یکی دیگر از مشکلات جاده‌ای در ایران مربوط به مشکلات جاده‌های روستایی است. بیش‌تر جاده‌های فرعی روستایی نیازمند تسطیح و شن‌پاشی است و راه‌های اصلی روستایی نیازمند عملیات بهسازی و آسفالت است. جاده‌های بخش قابل‌توجهی از راه‌های روستایی و حتی برخی از شهرهای کوچک کشور نامناسب و دسترسی به آنها بر اثر تغییرات محیطی و آب و هوایی از جمله بارندگی، سرما، توفان و باد شدید یا مه‌گرفتگی امکان‌پذیر نیست. به گونه‌ای که در فصل‌های مختلف سال ارتباط این مناطق با جاده‌ها و شهرهای بزرگ کشور قطع می‌شود و افراد در حال تردد در این جاده‌ها در راه می‌مانند. مشکل بزرگ دیگر وجود مشکل در روشنایی جاده‌ها است. کمبود یا نبود علایم رانندگی و شب‌نما نبودن بسیاری از آنها، نبود یا وجود اشکال در گارد ریل و استفاده نکردن از گارد ریل فنری، نبود امکانات جدا کننده مسیرهای رفت و برگشت در تعدادی از جاده‌های کشور و مشکلات آسفالت و آب گرفتگی از جمله مشکلاتی است که موجب نا امن شدن جاده‌های کشور می‌شود. بر اساس اعلام وزیر راه و شهرسازی وقت، طی دهه ۱۳۸۴–۱۳۹۴ سرمایه‌گذاری بسیار کمی در بخش نگهداری جاده‌های ایران انجام شده‌است. به همین خاطر بیش از ۴۰ درصد از جاده‌های کشور در وضعیت نامناسبی قرار گرفتند.
- نبود گاردریل: برخی از مکان‌های حساس از جمله جاده‌های نزدیک به دره، گاردریل یا ریل‌گارد وجود ندارد و وسیله نقلی به دره سقوط می‌کند و موجب مرگ تمامی سرنشینان خواهد.
- بی‌کیفیتی ماشین‌ها: مهم‌ترین دلایل مرگ‌ومیر و معلولیت در تصادفات، بی‌کیفیتی و فرسوده بودن ماشین‌های رانندگی است که گونه و مدل آنها بسیار پایین است.
- بیمه‌های تصادف: از نظر روان‌شناختی، بیمه‌های تصادف موجب شده که فرد راننده ماشین سنگین دیگر از افزایش سرعت و سبقت‌گیری بیم‌ناک نباشد و با خیال آسوده سبقت‌گیری کند و اگر تصادفی به مرگ صورت گیرد، آنوقت بیمه، دیهٔ فوت‌شدگان را خواهد داد. بیمه، موجب تشویق رانندگان به سبقت‌گیری و بی‌باکی از قانون‌گریزی می‌شود.

حکومت به‌طور کامل موظف و عهده‌دار است که این امکانات را فراهم کند تا مسافران بدون دغدغه مسافرت کنند.
سازمان پزشکی قانونی ایران وضع مقررات پیشگیرانه را بسیار مؤثر می‌داند. به گفته رئیس سازمان پزشکی قانونی ایران، «برای جلوگیری از تصادف‌های جاده‌ای در ایران، بحث پیشگیری و مقررات پیشگیرانه بسیار مؤثر است و باید به آن توجه شود. رانندگی شغلی است که فرد باید به‌طور کامل بر آن تسلط داشته باشد، بتواند سریع تصمیم بگیرد و از شرایط غیرمنتظره به نحو مطلوب استفاده کند تا حادثه‌ای رخ ندهد یا اگر هم حادثه‌ای رخ داد کم‌ترین خسارت را داشته باشد.»

## در سفرهای روزهای تعطیل
در خلال مسافرت نوروزی در ایران، آمار تصادفات رانندگی افزایش قابل توجهی می‌یابد. بنا بر نظر رئیس پلیس راهور ایران، روزهای ۲۹ اسفند، اول، ۷ و ۸، ۱۲ و ۱۳ فروردین هرسال، پرمخاطره‌ترین روزهای تردد جاده‌ای در ایران می‌باشد.
عجله و شتاب، خستگی و خواب آلودگی، سرعت غیرمجاز و انحراف به چپ مهمترین علل وقوع حوادث رانندگی در نوروز سالهای اخیر بوده‌است. جدول سمت چپ، آمار رسمی سازمان پزشکی قانونی ایران در خصوص کشته‌شدگان در تصادفات رانندگی تعطیلات نوروزی را نشان می‌دهد.
رئیس پلیس راهنمایی و رانندگی نیروی انتظامی توصیه می‌کند چون ساعت پنج تا هفت صبح و ۱۲ تا ۱۶ وقت استراحت است، بهتر است رانندگان در این ساعت‌ها رانندگی نکنند. همچنین از رانندگی بیش از هفت تا هشت ساعت در روز خودداری کنند.